# Saison 6 de Chicago PD
Chronologie
Saison 5 Saison 7
Cet article présente le guide des épisodes de la sixième saison de la série télévisée américaine Chicago PD.

## Généralités
- Aux États-Unis, la saison sera diffusée à partir du 26 septembre 2018 sur NBC.
- Au Canada, la saison sera diffusée en simultanée sur le réseau Global.

### Synopsis
La série décrit le quotidien de plusieurs patrouilleurs en tenue et de membres de l'unité des renseignements criminels affectés au 21e district du Chicago Police Department...

## Distribution

### Acteurs principaux
- Jason Beghe (VF : Thierry Hancisse) : Sergent Henry « Hank » Voight
- Jon Seda (VF : David Mandineau) : Lieutenant Antonio Dawson
- Jesse Lee Soffer (VF : Thibaut Belfodil) : Détective Jay Halstead
- Patrick Flueger (VF : Sébastien Desjours) : Lieutenant Adam Ruzek
- Marina Squerciati (VF : Olivia Nicosia) : Lieutenant Kim Burgess
- LaRoyce Hawkins (VF : Daniel Lobé) : Lieutenant Kevin Atwater
- Amy Morton (VF : Françoise Vallon) : Sergent Trudy Platt
- Tracy Spiridakos : Détective Hailey Upton

## Liste des épisodes

### Épisode 1:Nouvelle routine
- États-Unis /  Canada : 26 septembre 2018 sur NBC
- Suisse : 23 août 2019 sur RTS Un
- Belgique : 25 octobre 2019 sur RTL-TVI
- France : 12 novembre 2019 sur TF1

- États-Unis : 7,14 millions de téléspectateurs[1] (première diffusion)

### Épisode 2:Un secret dans les cendres
- États-Unis /  Canada : 3 octobre 2018 sur NBC
- Suisse : 30 août 2019 sur RTS Un
- Belgique : 25 octobre 2019 sur RTL-TVI
- France : 12 novembre 2019 sur TF1

### Épisode 3:Bonnie et Clyde
- États-Unis /  Canada : 10 octobre 2018 sur NBC
- Suisse : 23 août 2019 sur RTS Un
- Belgique : 1er novembre 2019 sur RTL-TVI

### Épisode 4:Flic en herbe
- États-Unis /  Canada : 17 octobre 2018 sur NBC
- Suisse : 6 septembre 2019 sur RTS Un
- Belgique : 1er novembre 2019 sur RTL-TVI

### Épisode 5:Juge et partie
- États-Unis /  Canada : 24 octobre 2018 sur NBC
- Suisse : 6 septembre 2019 sur RTS Un
- Belgique : 8 novembre 2019 sur RTL-TVI

### Épisode 6:Imbroglio
- États-Unis /  Canada : 31 octobre 2018 sur NBC
- Suisse : 13 septembre 2019 sur RTS Un
- Belgique : 8 novembre 2019 sur RTL-TVI

### Épisode 7:Détonateur
- États-Unis /  Canada : 7 novembre 2018 sur NBC
- Suisse : 13 septembre 2019 sur RTS Un
- Belgique : 15 novembre 2019 sur RTL-TVI

### Épisode 8:Erreur de jeunesse
- États-Unis /  Canada : 14 novembre 2018 sur NBC
- Suisse : 20 septembre 2019 sur RTS Un
- Belgique : 15 novembre 2019 sur RTL-TVI

### Épisode 9:Les Ravages de la drogue
- États-Unis /  Canada : 5 décembre 2018 sur NBC
- Suisse : 20 septembre 2019 sur RTS Un
- Belgique : 22 novembre 2019 sur RTL-TVI

### Épisode 10:Loyauté à toutes épreuves
- États-Unis /  Canada : 9 janvier 2018 sur NBC
- Suisse : 27 septembre 2019 sur RTS Un
- Belgique : 22 novembre 2019 sur RTL-TVI

### Épisode 11:Au royaume des aveugles
- États-Unis /  Canada : 16 janvier 2018 sur NBC
- Suisse : 27 septembre 2019 sur RTS Un
- Belgique : 29 novembre 2019 sur RTL-TVI

### Épisode 12:Bon débarras
- États-Unis /  Canada : 23 janvier 2018 sur NBC
- Suisse : 4 octobre 2019 sur RTS Un
- Belgique : 29 novembre 2019 sur RTL-TVI

### Épisode 13:Une nuit à Chicago
- États-Unis /  Canada : 6 février 2018 sur NBC
- Suisse : 4 octobre 2019 sur RTS Un
- Belgique : 17 février 2021 sur RTL-TVI

### Épisode 14:Tueuses de flics
- États-Unis /  Canada : 13 février 2018 sur NBC
- Suisse : 11 octobre 2019 sur RTS Un
- Belgique : 17 février 2021 sur RTL-TVI

### Épisode 15:Mauvais choix mais bonnes raisons
- États-Unis /  Canada : 20 février 2018 sur NBC
- Suisse : 27 octobre 2019 sur RTS Un
- Belgique : 24 février 2021 sur RTL-TVI

### Épisode 16:En chasse
- États-Unis /  Canada : 27 février 2018 sur NBC
- Suisse : 18 octobre 2019 sur RTS Un
- Belgique : 24 février 2021 sur RTL-TVI

L'équipe enquête sur la disparition de Lexie Wright, informatrice de longue date de l'unité. 

### Épisode 17:Injustices en série
- États-Unis /  Canada : 27 mars 2018 sur NBC
- Suisse : 25 octobre 2019 sur RTS Un
- Belgique : 3 mars 2021 sur RTL-TVI

### Épisode 18:L'Essence même de Chicago
- États-Unis /  Canada : 3 avril 2018 sur NBC
- Suisse : 25 octobre 2019 sur RTS Un
- Belgique : 3 mars 2021 sur RTL-TVI

### Épisode 19:À portée de main
- États-Unis /  Canada : 24 avril 2018 sur NBC
- Suisse : 1er novembre 2019 sur RTS Un
- Belgique : 10 mars 2021 sur RTL-TVI

### Épisode 20:Par amour
- États-Unis /  Canada : 8 mai 2018 sur NBC
- Suisse : 1er novembre 2019 sur RTS Un
- Belgique : 10 mars 2021 sur RTL-TVI

### Épisode 21:Le Temps des regrets
- États-Unis /  Canada : 15 mai 2018 sur NBC
- Suisse : 8 novembre 2019 sur RTS Un
- France : 6 janvier 2021 sur TF1
- Belgique : 17 mars 2021 sur RTL-TVI

### Épisode 22:Le Jour du jugement
- États-Unis /  Canada : 22 mai 2018 sur NBC
- Suisse : 8 novembre 2019 sur RTS Un
- France : 6 janvier 2021 sur TF1
- Belgique : 17 mars 2021 sur RTL-TVI